# 指名打者

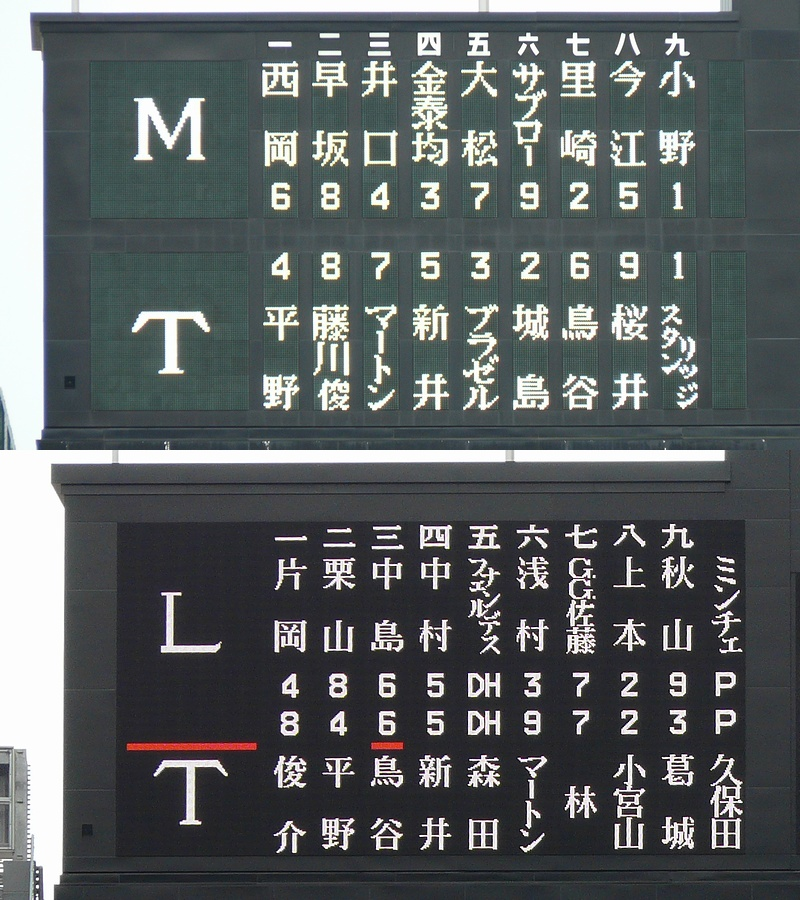
九人制でのメンバー表（上）と指名打者制でのメンバー表（下）。指名打者制では守備番号が指名打者は「DH」、投手は「P」と表示されている。
（阪神甲子園球場にて）

指名打者（しめいだしゃ、英: designated hitter）とは、アメリカ・メジャーリーグの公式ルールや日本の公認野球規則（5.11）などにもとづき、野球の試合において攻撃時に投手に代わって打席に立つ、攻撃専門の選手のことをいう。DH（ディーエイチ、英称の頭文字をとった略）ともいう。
ソフトボールの試合においては、任意の野手に代わって打席に立つ打撃専門の選手として指名選手（DP：designated playerの略）が認められており、指名選手はどの守備位置の選手にも適用可能である。対して、DHは投手以外の野手に代わることは認められない。

## 概要
指名打者（以下DHと表記）は守備位置に一切就かず、本来投手が担うべき打撃を代行することで投手と攻守を分担する。したがって、DHは野手には含まれず、守備位置（ポジション）でもない。後に先発投手とDHの兼任が可能となるルールも導入されている。
試合開始前にスターティングメンバーを発表する際には、投手以外の野手とともに打順が定められる。先発出場したDHは、相手チームの先発投手に対して、少なくとも一度、打席を完了（安打または四死球・失策等により走者となる、またはアウトになる）しなければならない。ただし、DHの打順が来る前に相手チームの先発投手が交代した場合はこの義務はなくなる。
チームは必ずしもDHを起用しなくてよい。ただし、起用しなかった場合には、その試合の途中からDHを起用することはできない。また、DHを試合中に解除して守備の9人のみにするというメンバー変更が可能である。このときも再度DHを起用することはできない。
世界的にはDH制を採用するルールが主流になりつつあり、アメリカのメジャーリーグベースボール（以下、MLB）、日本プロ野球（以下、NPB）のパシフィック・リーグ、韓国の韓国野球委員会（KBO）、台湾の中華職業棒球大聯盟（CPBL）、キューバのセリエ・ナシオナル・デ・ベイスボルなどのプロ野球リーグ、四国アイランドリーグplus・ベースボール・チャレンジ・リーグなどの独立リーグや社会人野球、日本の大学野球リーグ（一部の連盟を除く - 後述）、および日本中学硬式の「フレッシュリーグ」等で採用されており、国際試合においても採用されることが多くなっているが、2025年の時点ではそれ以外の少年野球・高校野球・NPBのセントラル・リーグに属するチームの一軍主催試合においては採用されていないが、2026年より日本高校野球連盟（高野連）主催の大会でDH制導入が決定し、国内主要リーグで最後に残ったセントラル・リーグでも2027年シーズンからDH制の導入が決定している。
DHには守備力は不要であり、打撃技術は秀逸だが守備能力に難のある選手や、長打力から専ら打撃を期待される外国人選手などの打撃専業化を目的として起用されることが多い。そのためコンタクト、パワー、選球眼を含めたトータル・パッケージを求められるが、中でも打線の中軸を担えるだけの破壊力が必需である。具体例としては、MLBにおいては1シーズン30本塁打とOPS.900の両方をコンスタントにクリア出来れば一流と目される。その他にも、負傷により守備力が落ちている選手、あるいは足腰に不安があるベテラン選手等の守備配置による体力消耗軽減を目的として起用されることも多い。特にMLBにおいては、レギュラー選手の疲労回避手段や軽負傷選手の負担軽減を目的として、普段は守備についている選手をDHとして起用する例がしばしば見られる。ただし、守備をこなしてから打席に入ることで打撃のリズムを作ることをよしとする選手は、DHとしての起用を嫌う場合がある。このことから、NPBにおいて、現役生活で長年にわたり指名打者で起用され続けた日本人選手は、門田博光、山﨑武司、石嶺和彦などわずかな例しか存在していない。
また、DHに固定されることによって選手寿命が短くなるという議論がある。例えば、現役（MLB）当時の松井秀喜の契約更改に際して読売新聞の記事では、「選手寿命を重視しての移籍もある。DHのみでは体のキレが衰えるからだ」と記載している。他方、松井当人は後にDH制のメリットとして「個人的にはDHがあったおかげで選手寿命が延びました。それは間違いないです」とコメントしている。
DHは打撃と走塁以外は試合に参加せずに済むので、打席が回るまで30分、時には1時間近く暇になることがある。そのため、選手によっては守備位置に付く場合よりも試合態度の悪さが浮き彫りになる場合がある。例として、ビル・マドロックやメル・ホールは日本球界時代にDHを経験したが、その際に打席が来るまでテレビゲームで時間を潰していたと伝わる。

## 歴史

### MLB
1972年、過度な投高打低状態にあったアメリカンリーグ（ア・リーグ）では12球団のうち9球団が年間観客動員数が100万人を割る状態であった。これを解消するためオークランド・アスレチックスのオーナーだったチャーリー・O・フィンリーらのアイディアによって、翌1973年よりア・リーグで初めてDH制が採用された。つまりDH制は元来、商業的な理由によるローカルルールとして定められたものであり、投手の安全や健康を管理するという趣旨ではなかった。DHとして最初に打席に立ったのはニューヨーク・ヤンキースのロン・ブロムバーグであった。1973年4月6日、フェンウェイ・パークで行われたボストン・レッドソックス戦に6番DHで出場し、1回表に二死満塁で迎えた第1打席で押し出し四球を選び、使用したバットはアメリカ野球殿堂へ寄贈されている。
DH制制定以降のMLBではポール・モリター、エドガー・マルティネス、デビッド・オルティーズなどDHのスター選手が現れた。2004年、長年DHとして活躍したマルティネスの引退の際にア・リーグはこれを称え、年間最優秀指名打者賞をエドガー・マルティネス賞と改名することを決定した（しかし2010年、マルティネスがアメリカ野球殿堂入りの対象者となった際には、野球記者の投票は36.2%しか集まらなかった）。同年1月に招集されたMLB特別委員会で、以後のMLBオールスターゲームではア・リーグ、ナショナルリーグ（ナ・リーグ）のどちらの本拠地での開催であってもDH制を採用することが決定した。尚ワールドシリーズでは1976年に初めて採用され、1985年まで隔年で全試合採用の年と全試合不採用の年とに分けるという方式がとられた後、1986年よりア・リーグ優勝チームの本拠地の試合で採用されている。なおDHとしてのワールドシリーズMVPはモリターが初であるが三塁手との兼任扱いとされるため、フルタイムでのDHによるMVPは松井秀喜が初である。
2020年はナ・リーグでも、新型コロナウイルス感染症（COVID-19）対策として、DH制が導入された（2021年は再びDHなしに戻った）。
2022年3月10日にMLBと選手会の新労使協定が締結され、この中でナ・リーグにおけるDH制の導入（ユニバーサルDHの採用）が決まった。これにより2022年シーズンよりMLBは両リーグでDH制となった。
また、2021年7月13日に行われたMLBオールスターゲームでは、ファン投票でア・リーグの指名打者部門1位・選手間投票では先発投手部門の5位となり、投手・打撃の「二刀流」で選出された大谷翔平（ロサンゼルス・エンゼルス）について特別ルールが適用され、先発投手として起用されながら打者としても「1番DH」扱いの打順で先発出場した（大谷翔平については後述）が、この「同一選手による先発投手とDHとの兼任」がルール変更により公式戦でも可能となり、2022年3月31日のオープン戦より実施された。これにより「投手兼DH」として先発出場した選手は、投手として降板後もDHとして引き続き打席に立つことが可能となる。また逆に、DHとして代打・代走と交代した後も投手として投げ続けることができる。このルールは「大谷ルール」（Ohtani Rule）として日米のメディアで取り上げられている。
2024年のナ・リーグにおいては、フルタイムDHとしては史上初めて、大谷翔平（ロサンゼルス・ドジャース）がシーズンMVPを受賞した。守備貢献の無いDH専業選手は、シーズンMVPに選ばれにくいという否定的予想もあったが、これを覆しての受賞となった。

### NPB
当初、阪急ブレーブスの高井保弘が代打で多くの本塁打をマークし、1974年に毎日新聞にアメリカ人記者の「あれだけの選手というのはもったいない、日本もアメリカに倣い指名打者制度を導入すべき」という趣旨のコラムが掲載されたことがきっかけで議論され、人気低迷にあえいでいたパシフィック・リーグがア・リーグの成功を参考に1975年から採用した。反対意見を考慮し、当初は試行期間を2年間としていた。日本で最初にDHとして打席に立ったのは日本ハムファイターズの阪本敏三であった。採用初年度はリーグの平均打率（.247→.254）と投手の完投数（197→302）がそれぞれ向上し、平均試合時間の5分短縮にも成功したが、肝心の人気向上には繋がらなかった。
日本選手権シリーズでは1985年に初めて採用され、阪神タイガースの弘田澄男が初めてDHとして打席に立ったセ・リーグ選手となった。このときは、隔年で全試合採用の年と全試合不採用の年とに分けるという方式がとられ、そのルールに従い、翌1986年は採用せずに実施された。その後、パ・リーグ本拠地球場での採用を毎年続けることに規定が改められ、1987年よりパ・リーグ代表チームの本拠地の試合で採用されている。2020年は新型コロナウイルス感染症流行拡大に伴う試合時間の短縮を目的とした特例措置として、1985年以来35年ぶりに全試合で採用されることになった。
オールスターゲームでは1983年に初採用されたが、セントラル・リーグが投手を打席に立たせて最後まで抗議の意思を示したため1年で中断。その後セ・リーグが態度を軟化させて1990年からパ・リーグ所属チームの本拠地球場でのみ両リーグが採用するようになり、1993年から全試合に採用されている。
2005年に始まったセ・パ交流戦では日本シリーズの例に倣い、当初からパ・リーグ所属チームの主催試合でのみDH制が採用されている。ただし、2014年についてはセ・リーグ球団が主催する試合ではDH制を採用し、パ・リーグ球団の主催試合ではDH制を採用しないという通常とは逆の方式が採用された（詳細後述）。
オープン戦は導入初年度の1975年は、パ・リーグ所属チーム同士の対戦でしか指名打者制は使えなかった（パ・リーグ所属チームの主催試合でも相手がセ・リーグ所属チームの時は使えなかった）が、2年目の1976年からは、パ・リーグ所属チームの主催試合であれば相手に関係なく使えるようになり、さらに1979年からはセ・リーグ所属チームの主催試合でも試合前に両監督の合意があれば、相手に関係なく（セ・リーグ所属チーム同士の対戦であっても）指名打者制が使えるようになった。ただし、指名打者制が採用されていないセ・リーグの公式戦では、投手が打席に立たなければならない。そのためセ・リーグ所属チームは公式戦開幕が近づくと、あえて指名打者を置かずに投手を打順に組み込んで試合に臨むことが多くなる。
ファーム（二軍）の公式戦では、かつて一軍と同様パ・リーグに所属するチームの主催試合のみ全球団全試合でDH制が採用されていた。その後、一軍がセ・リーグに所属するチームの主催試合について、DH制の採用の有無を試合毎にその主催チームが選択できることとなった。その結果、イースタン・リーグでは2009年からセ・リーグ主催試合も含めて全チーム全試合でDH制が採用され、ウエスタン・リーグでも2013年より阪神タイガース主催試合で、2015年から中日ドラゴンズと広島東洋カープの主催試合の全試合でDH制が採用された。このうち広島東洋カープのみ主催試合でDHを使わない方針をとっているが、2015年5月3日の広島カープ主催試合ではヘスス・グスマンを3番DHで先発起用するなど必ずしもDHを使わないということではない。
二軍の教育リーグではオープン戦と同様にセ・リーグ同士のチームが対戦する場合も含めて採用されている。
日本の野球では、スコアボードに出場選手を表示する際、それぞれの選手に守備番号が付されるが、指名打者を起用する試合においては、投手は本来の「1」ではなく「P」と表示されることがある。また特にパネル式のスコアボードを採用している球場（2004年以前の宮城球場他）では、選手メンバー表の人数が9人しか掲示できないため、攻撃の時はその指名打者の選手、守備の時はその箇所に投手の氏名と表示を入れ替える場合がある他、過去の後楽園球場や平和台野球場のように、チーム名を表示する箇所に投手名を掲示するパターンもあった。
金田正一はDH制が採用された1975年にロッテオリオンズの監督を務めていたが「1975年にDH制が採用された時は嫌だったな。投手交代こそ采配の妙味だ。投手に打順が回った時の代打の使い方もな。自分はそれがうまかったんだが、DH制度では持ち味が消されてしまうんだ」と述べている。
その後、国際的にもDH制導入の傾向が主流となり、日本でも2026年から大学野球全27リーグや高野連主催の高校野球でもDH制が導入されることとなり、国内主要野球団体で唯一DH制を採用していなかったセントラル・リーグも2025年8月4日の理事会で2027年シーズンからのDH制導入を決定した。

### 日本のアマチュア野球
日本の学生野球では、全日本大学野球選手権大会が1992年からDH制を採用した。これを受け、1994年秋から東都大学野球連盟が採用した。以後大半の連盟がこれを採用するに至るも、東京六大学野球連盟と関西学生野球連盟では採用されていなかったが、2026年から東京六大学野球連盟においてDH制が導入される予定である。また明治神宮野球大会では採用されていない。社会人野球では社会人野球日本選手権大会と全日本クラブ野球選手権大会がそれぞれ1988年から、都市対抗野球大会が1989年からDH制を採用した。
1991年から7年連続で開催された全日本アマチュア野球王座決定戦でも導入されていた。
日本の高校野球では、選抜高等学校野球大会、全国高等学校野球選手権大会において2026年から導入することが決定している。

### 国際大会
1984年ロサンゼルスオリンピックで公開競技として野球が採用されて以来、競技除外前の最後の大会である2008年北京オリンピックまで、並びに追加種目として野球競技が行われた2020年東京オリンピックにおいてDH制が採用された。また、アジアシリーズ、ワールド・ベースボール・クラシック（WBC）、WBSCプレミア12、世界大学野球選手権大会、ユニバーシアード野球競技、アジア プロ野球チャンピオンシップ、1986年以降の日米大学野球選手権大会など、野球の国際大会では数多く採用されている。
また世界野球ソフトボール連盟（WBSC）主催大会では2022年7月より、先述の「大谷ルール」を採用している。

## DH制の規定
野球規則（5.11）などにルールがある。

### 指名打者の特定
指名打者は、試合開始前に選ばれ、球審に手渡す打順表に記載する必要がある（野球規則5.11（a）（1））。
指名打者は打順表の中でその位置が固定されており、選手交代があってもその位置を変更することはできない（野球規則5.11（a）（7））。試合途中から指名打者になれるのは、代打または代走としてDHと交代して守備についていない選手のみである。
なお、ルール上の投手と選手登録における投手とは関係がない。野手登録の選手が投手を務めることと同様に、投手登録の選手が野手やDHを務めることは可能である。
- 2013年10月12日に行われた東北楽天ゴールデンイーグルス対オリックス・バファローズ第23回戦の7回裏の楽天の攻撃で、楽天は一塁走者の指名打者・アンドリュー・ジョーンズへの代走として投手登録の福山博之を起用した（7回表を投げ終えた楽天の投手は金刃憲人であり、福山ではない）。福山はジョーンズの代走であるためそのまま指名打者の役割を引き継ぎ、以後試合終了まで指名打者のままであり、投手として登板することはなかった。打席は回ってこなかった[20]。
- 変わったところでは、中日ドラゴンズや阪神タイガースがオープン戦で投手を打席に立たせるために、登板する投手とは別の投手登録選手をDHに入れた事例がある[21][22]。

### 打順表に記載された指名打者の1打席完了義務
打順表に記載された（=先発出場した）指名打者は少なくとも一度は打席を完了しなければならないが、（それまでに）相手チームの先発投手が降板した場合には交代できる（野球規則5.11（a）（2））。

### 試合前に指名打者を指名しなかった場合
DH制のある試合であっても指名打者の指名は義務ではないが、試合前に指名しなかったときは、その試合で指名打者を使うことはできない（野球規則5.11（a）（3））。
しかし、前述でも記載があるように、DH制のある試合でDHを最初から使用しないことは一方的不利を免れないので、オープン戦以外では特殊な事情がない限りは起こりえない。公式戦で試合開始時からDHを使用しなかったのは、日本シリーズ対策として投手に打席を経験させるために消化試合でDHを使わなかった西武ライオンズの例、投手登録だが打力もあった大谷翔平が先発投手の試合でDHを使わなかった北海道日本ハムファイターズやロサンゼルス・エンゼルスの例がある。
西武ライオンズ
1987年、1990年、1992年、1998年に、リーグ優勝決定後に各年1試合ずつ、計4試合で9番に先発投手を起用した。打席に立った投手は1987年が渡辺久信、1990年が工藤公康・渡辺智男、1992年が渡辺久信・潮崎哲也・石井丈裕、1998年が西口文也の延べ計7人。1992年10月10日の試合では渡辺久が左前安打を打っている。
北海道日本ハムファイターズ、ロサンゼルス・エンゼルス（大谷翔平）
大谷翔平が日本ハムに入団した2013年以降、投手として先発する試合以外で、野手として先発出場した経験は多かったが、2015年までは投手として打席に立ったのはセ・パ交流戦でDH制のない試合に限られていた。しかし2016年5月29日の対東北楽天ゴールデンイーグルス戦で6番・投手として先発し、DH制のある試合では初めて登板中に打席に立った。その後、この年の公式戦では大谷が先発投手の試合でDHを使用しなかったケースが計7試合あった。この場合は西武のケースと異なり、大谷自身の打力に期待してDHを使用しないため打順は試合によってまちまちで、2016年7月3日の対福岡ソフトバンクホークス戦では1番・投手で先発し、1回表に投手登録の選手としてはプロ野球史上初の初回初球先頭打者本塁打を打っている。2017年は10月4日のオリックス・バファローズ戦の1試合のみで、パ・リーグでは指名打者制導入後初、2リーグ制後では1951年10月7日の藤村富美男以来の4番・投手で先発した。大谷のメジャー移籍後のロサンゼルス・エンゼルスでも同様の起用があったが、2022年から先発投手と指名打者の兼任が可能になりDH未採用の試合は無くなった。

### 控え選手を指名打者にする場合
通常は代打・代走を起用した場合、交代した選手と同じ守備位置を守る場合もそのイニング終了時に変更の申告が必要となる。しかし指名打者の代打・代走として出場した選手は交代時点で指名打者となり、イニング終了時の申告の必要はない。公式記録の表記を代打・代走とした後に指名打者とするか、最初から指名打者にするかは競技団体で対応が分かれている。ちなみに、日本プロ野球は前者である。

#### 指名打者への代打
指名打者に代えて代打者を使った場合には、その代打者が以後指名打者となり、いったん退いた指名打者は再び試合に出場できない（野球規則5.11（a）（4））。
1982年8月12日、近鉄バファローズ対阪急ブレーブス戦
阪急監督の上田利治はこの試合の近鉄の先発投手を読み切れず（実際には左腕投手の鈴木啓示が先発した）、指名打者に投手の山沖之彦を偵察要員として起用し、1回に山沖に打順が回ると右打者の河村健一郎を代打に送ろうとした。だが上記ルールによって打者交代が認められず、山沖がそのまま打席に立つ羽目になった（山沖は三振）。
1998年5月15日、オリックス・ブルーウェーブ対福岡ダイエーホークス戦
オリックスの指名打者として先発発表されていたトロイ・ニールが試合開始直前になってひどい腹痛を訴えた。しかしメンバー発表後であったため上記ルールにより交代は認められず、ニールは体調不良のまま打席に立たなければならなかった。ニールは第1打席で本塁打を打つと全速力でホームまで走り、ハイタッチもする間もなく、そのままトイレへ直行した。ニールは結局次の打席で代打を出されて交代した。
2011年5月20日、オリックス・バファローズ対広島東洋カープ戦
広島の野村謙二郎監督は先発の指名打者に投手の今村猛を偵察要員として起用してしまい、メンバー表交換の際にオリックスの岡田彰布監督に指摘されて初めて気付いた。当然、上記ルールにより代打は認められないため、今村は2回表の第一打席に立ち、犠牲バントを成功させた。次の打席では石井琢朗が代打に出された。
先述のように先発出場した指名打者は、相手の先発投手が交代しない限り、1打席完了しなければ交代できない。しかしその選手が怪我等によって退場する場合は特例として代打が認められる。
2010年4月9日、千葉ロッテマリーンズ対埼玉西武ライオンズ戦
ロッテの指名打者として福浦和也が第1打席に入ったが、自打球で負傷退場。神戸拓光が代打に起用され、本塁打を打った。

#### 指名打者への代走
指名打者に代えて代走者を使った場合には、その代走者が以後指名打者を引き継ぐ。指名打者を代走者として使うことはできない（野球規則5.11（a）（6））。

### 指名打者が守備に就いた場合
指名打者を守備に就かせることもできる。指名打者が守備位置に就いたときは、それ以後指名打者の役割は消滅（野球規則5.11（a）（12））する。このケースは俗に「DH解除」と呼ばれている。
指名打者が消滅し投手が打順表に入る場合の打順は、原則として投手が退いた守備者の打順を引き継ぐ。ただし、（退いた守備者を含めて）同時に2人以上の交代が行われた場合、新たに守備に就く選手の打順は監督が指定する（どの打順に組み込んでもよい）（野球規則5.11（a）（5））。
おおよそ以下の3パターンで行われる。
- 指名打者の代走として出場し守備固めとして守備に就く

1991年5月29日、近鉄バファローズ対オリックス・ブルーウェーブ戦
オリックスの5番DHで起用された石嶺和彦に飯塚富司が代走として出されて飯塚はDHとなった。飯塚を守備に就けるため、その裏から登板したドン・シュルジーが退いた佐藤和弘の打順6番を引き継いだ。延長戦突入後の11回に打席に入ったシュルジーは決勝本塁打を放った。指名打者制の導入後、パ・リーグの投手が打った初めての本塁打であった。
- 交代で野手が不足したために守備に就く

2014年8月16日、埼玉西武ライオンズ対北海道日本ハムファイターズ戦
10回表の攻撃において4番・レフトで出場していた日本ハムの中田翔が走塁中に左足首を負傷し、選手交代の必要が発生したが、その時点で日本ハムは控え野手を使い切っていたため、栗山英樹監督は指名打者の杉谷拳士をレフトの守備に就かせ、中田の打順である4番に投手の増井浩俊を入れた。なお、増井は延長11回表の二死満塁で打席に立ち、凡退している。
- 指名打者として出場した引退試合の選手がファンサービスで最終回の守備に就く

サブロー・福浦和也・田中賢介・渡辺直人などが例に挙げられる。

#### 指名打者が投手になった場合
上記の指名打者が守備に就くことには、指名打者が投手となる場合も含まれる。つまり、指名打者が投手として救援登板することもできる。
1995年5月9日、西武ライオンズ対オリックス・ブルーウェーブ戦
8回裏2死の時点で0-9の大量リードをされていた西武が、ファンサービスの一環として5番・DHで入っていたオレステス・デストラーデを投手として救援登板させた。デストラーデは1被安打2四球を許し1死も取れずに降板した。
2016年10月16日、北海道日本ハムファイターズ対福岡ソフトバンクホークス戦（クライマックスシリーズ ファイナルステージ第5戦）
日本ハムの大谷翔平はこの試合に3番・DHとして先発出場していたが、7-4と3点リードで迎えた9回表にDHを解除し、5番手投手としてマウンドに上がった。大谷は自己の日本記録（164km/h）をさらに更新する165km/hの球速を3度記録するなど、この回を三者凡退に抑えてチームは勝利し、1勝のアドバンテージを含む対戦成績を4勝2敗として日本シリーズ進出を決めた。大谷はポストシーズンも含めて自身初のセーブを挙げたが、野手として先発出場した選手がセーブを挙げるのもポストシーズンまで含めてプロ野球史上初のケースであった。
2023年3月21日、ワールド・ベースボール・クラシック決勝、アメリカ対日本戦
日本代表の大谷翔平はこの試合に3番・DHとして先発出場していたが、3-2と1点リードで迎えた9回表にDHを解除し、7番手投手としてマウンドに上がった。

### 登板中の投手が他の守備位置に移った場合
登板中の投手が投手以外の守備位置へ移った場合、それ以後指名打者の役割は消滅する（野球規則5.11（a）（8））ので、元投手および新たに登板する投手は打順表に入ることとなる。このとき投手が移る先の守備位置を守っていた野手が登板しない場合には2人以上がベンチに退くことになるので、上記ルール（野球規則5.11（a）（5））により元投手と新たに登板する投手の打順は監督が指定できる。
2013年7月19日、オールスターゲーム第1戦
パ・リーグの3番手投手として登板した大谷翔平は5回に投手として1イニングを投げた後、6回から守備位置を左翼手に変更したため、一塁手の李大浩に代わって六番の打順に入り、DHで出場していたアンドリュー・ジョーンズに代わって五番の打順に投手の菊池雄星が入った（四番・左翼手だった中田翔が一塁手に回った）。

### 他の守備位置に就いていた選手が投手となった場合
他の守備位置に就いていた選手が投手になれば、それ以後指名打者の役割は消滅する（野球規則5.11（a）（14））。
2013年8月18日、北海道日本ハムファイターズ対福岡ソフトバンクホークス戦
5番・右翼手で先発出場した日本ハムの大谷翔平は8回表に守備位置を投手へ変更したため、大谷に代わって右翼手に入った赤田将吾はDHで出場していたミチェル・アブレイユに代わり、3番の打順に入った。なお、8回裏は大谷には打順が回らず、9回表は谷元圭介が登板、5番には飯山裕志が入り大谷は退いたため、大谷がこの試合で投手として打席に立つことはなかった。

### 代打者・代走者が投手となった場合
代打者（代走者も含む）がそのまま投手となった場合、それ以後指名打者の役割は消滅する（野球規則5.11（a）（9））。

### 登板中の投手が指名打者に代わって代打者または代走者となった場合
登板中の投手が指名打者に代わって代打者または代走者となった場合、それ以後指名打者の役割は消滅する。その投手は指名打者に代わってのみ打撃し、または走者になることができる（野球規則5.11（a）（10））。

### 先発投手が指名打者を兼ねる
先発投手が指名打者を兼務することができる。この場合、監督は自分のチームの打順表に10人の選手を記載するが、そのうち先発投手と指名打者の2か所に同一の選手を記載することになる。この選手は、投手としては退いた（他の投手と交代した）としても指名打者として残ることができるが、再び投手として登板することはできない。同じく、指名打者としては退いた（代打または代走が起用される）としても投手として残ることができるが、再び打席に立つことはできない。この選手が試合から退く場合、他の選手が投手と指名打者を兼ねることはできない（野球規則5.11（b））。
- 大谷翔平がアメリカン・リーグ最優秀選手（MVP）に選出された2021年オフに設けられた規則で、俗に「大谷ルール」と呼ばれる。この規則に拠り大谷の先発登板試合でも指名打者が使用できるようになり、降板後も指名打者として試合に残ることができた大谷はプロのキャリアで初めて規定投球回と規定打席の両方を達成した。公認野球規則では2023年から適用となった。
- NPBでは、2023年3月19日のイースタン・リーグ・東京ヤクルトスワローズ対北海道日本ハムファイターズ（ヤクルト戸田球場）で上原健太が日本ハムの投手兼指名打者として先発出場したのが初の事例となる。上原は6回まで登板し、7回からは他の投手と交代したが以降も指名打者として打順に残った。8回に回ってきた打席で他の選手を代打に起用されて試合から完全に退いた[25]。
- 一方、NPB一軍公式戦では適用例がないが、2024年7月23日のオールスターゲーム第1戦（エスコンフィールドHOKKAIDO）で山崎福也（北海道日本ハム）が先発投手・2番指名打者で出場した[26]。山﨑は2イニング投げて降板、3回裏に打席が回ったところで代打を出された。

### その他の規定
指名打者に代わって出場させようとする選手については、指名打者の番がくるまでは届け出る必要はない（野球規則5.11（a）（13））。
2022年5月15日、オリックス・バファローズ対千葉ロッテマリーンズ戦
4番指名打者として出場したロッテのブランドン・レアードが2回表の第1打席で見逃し三振に倒れた後、球審に抗議を行い暴言による退場処分を受けた。試合はレアードがオーダーに残ったまま進行し、4番に打順が回った4回表に福田秀平がレアードの代打として出場した。
指名打者は、捕手を務める以外は、ブルペンに座ることができない（野球規則5.11（a）（15））。

## DH制の採用

### MLB
アメリカンリーグでは1973年より採用されている。ナショナルリーグでは2019年までは採用されていなかったが、2020年には新型コロナウイルス感染症の影響を受けた特例措置として採用された。2021年のナショナルリーグではDH制度を採用しないことになったが、2022年より正式にDHが導入されることとなった。

### NPB
パシフィック・リーグでは1975年より採用されている。セントラル・リーグでは現在採用されていないが、2027年より採用予定。

#### 連続フルイニング出場記録の扱い
NPBでは、指名打者のみの出場であっても連続フルイニング出場記録は継続の扱いとなるが、MLBにおいては、指名打者では連続フルイニング出場を認めないという見解が出されている。
阪神タイガースの金本知憲は2006年4月にカル・リプケン・ジュニアが持つ903試合連続フルイニング出場の世界記録（MLB記録）を上回り、その後も記録を更新していたが、故障を抱えていたため、セ・パ交流戦のパ・リーグ主催試合で金本を通常の左翼手ではなく、指名打者で起用することが検討された（2005年の交流戦では指名打者での起用はない）。当時MLBは指名打者を含む連続フルイニング出場について公式な見解を出していなかったため、阪神球団がMLBに問い合わせ、上記の見解が出された。
実際には、金本は2009年までの交流戦では指名打者で起用されることがなく、2010年4月18日の横浜ベイスターズ戦でスタメンから外れたことで連続フルイニング出場が途切れたため、NPBとMLBの見解の違いは特に問題にならず、同年には金本の1492試合連続フルイニング出場がギネス世界記録に認定された。なお記録が途切れてから引退までは、交流戦のパ・リーグ主催試合の大半で金本は指名打者として出場した。

#### 日本選手権シリーズ
1985年より隔年採用、1987年よりパ・リーグ主催試合でのDH制採用となった日本選手権シリーズ（日本シリーズ）では、セ・リーグ所属チームの主催試合ではDH制が採用されていないため、パ・リーグの投手が打席に立たなければならない上、DH起用が前提となっているタイプの選手をどのように活用するか（代打専門とするか、慣れない守備に付かせるか）という点で、パ・リーグ側のチームには一層の事前準備が求められる。2020年の日本シリーズでは新型コロナウイルス感染症流行拡大に伴う特例措置として、1985年以来35年ぶりに全試合で採用された。
- 西武ライオンズは1990年の日本シリーズで主砲DHのオレステス・デストラーデをファースト守備で先発起用、これに応えたデストラーデは守備のある第1・2戦でそれぞれ槙原寛己・斎藤雅樹の両エースから決勝本塁打を放つなど、4試合全てで決勝打を放ち、シリーズMVPとなった。
- 他方、1997年の日本シリーズでの西武は、チーム内2冠の主力DHであるドミンゴ・マルティネスをヤクルト主催試合（第3戦〜第5戦）で活かし切れず3連敗、貧打のまま1勝4敗で敗れた。ヤクルト投手の高津臣吾に第3戦で決定的なタイムリーを打たれたのと対照的な結果となった。
- 2013年の日本シリーズ第7戦から、2021年の日本シリーズ第1戦まで、DH制で行われた全試合で、パ・リーグチームが22連勝した[注 8]。

#### セ・パ交流戦
2005年から始まったセ・パ交流戦ではパシフィック・リーグの本拠地での試合に限りDH制が採用されている。セントラル・リーグの本拠地ではDH制が採用されていないため、パ・リーグの投手も打席に立つ義務がある。また、普段はDHとして起用されている選手をどう守備に組み込むか、またほとんど打席に入ることがない投手をどう扱うか、一方のセ・リーグのチームは誰を指名打者として起用するかが戦術の大きな要素となる。
2014年にはセ・パ両リーグは交流戦の10周年記念として、この年の交流戦のセ・リーグ主催試合で指名打者制を採用し、パ・リーグ主催試合では指名打者制を使わない9人制の適用と、これまでと逆の方式で行った。

#### DH制導入後、DH制度規定試合での投手専任の選手の打撃
※大谷翔平（日本ハム）は野手兼任であるため、ここでは扱わない。
| 日付          | 選手                 | 所属             | 相手         | 結果                |
| ------------- | -------------------- | ---------------- | ------------ | ------------------- |
| 1975年6月3日  | 太田幸司             | 近鉄             | 日本ハム     | 右飛                |
| 1975年8月10日 | 佐々木宏一郎         | 南海             | 太平洋クラブ | 三ゴロ野選（打点1） |
| 1976年6月27日 | 大石弥太郎           | 阪急             | 太平洋クラブ | 遊飛                |
| 1978年4月8日  | 山田久志             | 阪急             | 日本ハム     | 三振                |
| 1978年8月23日 | 倉持明               | クラウンライター | 日本ハム     | 四球                |
| 1981年8月10日 | 山田久志             | 阪急             | 日本ハム     | 遊ゴロ              |
| 1982年8月12日 | 宮本四郎             | 阪急             | 近鉄         | 左飛                |
| 1982年9月27日 | 稲葉光雄             | 阪急             | 南海         | 二ゴロ              |
| 1982年10月7日 | 山田久志             | 阪急             | 南海         | 二ゴロ              |
| 1983年6月7日  | 木下智彦             | 阪急             | 日本ハム     | 二飛                |
| 1986年4月10日 | 佐藤義則             | 阪急             | 南海         | 二ゴロ              |
| 1989年6月15日 | 酒井勉               | オリックス       | 西武         | 三振                |
| 1990年9月12日 | 山沖之彦             | オリックス       | 日本ハム     | 四球                |
| 1991年5月29日 | ドン・シュルジー     | オリックス       | 近鉄         | 左本塁打（打点1）   |
| 1992年5月19日 | 清川栄治             | 近鉄             | 福岡ダイエー | 三振                |
| 1998年9月8日  | 橋本武広             | 西武             | オリックス   | 三振                |
| 2000年8月28日 | 大塚晶文             | 大阪近鉄         | 千葉ロッテ   | 一ライナー          |
| 2001年9月29日 | ジェレミー・パウエル | 大阪近鉄         | 千葉ロッテ   | 三安                |
| 2004年6月19日 | 豊田清               | 西武             | 日本ハム     | 三振                |
| 2014年8月16日 | 増井浩俊             | 北海道日本ハム   | 埼玉西武     | 二ゴロ              |

| 日付           | 選手              | 所属 | 相手       | 結果              |
| -------------- | ----------------- | ---- | ---------- | ----------------- |
| 1987年10月20日 | 渡辺久信          | 西武 | ロッテ     | 一ゴロ            |
| 1990年10月11日 | 工藤公康          | 西武 | 近鉄       | 四球              |
| 1990年10月11日 | 渡辺智男          | 西武 | 近鉄       | 三ゴロ            |
| 1992年10月10日 | 渡辺久信          | 西武 | 日本ハム   | 左安              |
| 1992年10月10日 | 潮崎哲也          | 西武 | 日本ハム   | 三振              |
| 1992年10月10日 | 石井丈裕          | 西武 | 日本ハム   | 三振              |
| 1998年10月10日 | 西口文也（2打席） | 西武 | 千葉ロッテ | 三振（2打席とも） |

| 日付          | 選手     | 所属     | 相手       | 結果          |
| ------------- | -------- | -------- | ---------- | ------------- |
| 1975年9月2日  | 山田久志 | 阪急     | 日本ハム   | 投安          |
| 1976年7月6日  | 村上雅則 | 日本ハム | 南海       | 三振          |
| 1976年7月10日 | 村上雅則 | 日本ハム | ロッテ     | 一ライナー    |
| 2000年8月7日  | 松坂大輔 | 西武     | オリックス | 中安（打点2） |

| 日付          | 選手     | 所属     | 相手       | 結果 |
| ------------- | -------- | -------- | ---------- | ---- |
| 1982年8月12日 | 山沖之彦 | 阪急     | 近鉄       | 三振 |
| 2011年5月20日 | 今村猛   | 広島東洋 | オリックス | 犠打 |

「DHとして出場した投手」の2例については、前述の通り、指名打者に偵察要員として投手を起用した事に起因しており、それぞれのケースにおいて起用した監督が「指名打者として先発オーダーに記載された選手は、1打席を完了するか、相手の先発投手が降板しなければ他の選手との交代ができない」というルールを失念していたため、やむを得ず打席に立ったケースとなっている。
なお、山沖のケース（「5番・指名打者」として起用）においては、この試合で山沖が1打席立った後に代わって河村健一郎が指名打者として5番の打順に入ったが、5回に四球で河村が出塁すると代走に小林晋哉を起用し、その小林が5回裏の守備から左翼の守備に付いたために指名打者が解除され、さらに左翼で2番打者に起用されていた吉沢俊幸が玉突きのような形で退き、先発投手でまだマウンドに上がっていた永本裕章が「2番・投手」で打順に入ることとなった（実際にはその後降板したために打席機会はなし）。しかし、永本降板後に登板した2番手投手の宮本四郎が、8回に打順が回ったことで実際に打席に立つ羽目になったため、指名打者制採用後のパ・リーグ公式戦で投手登録の選手が実際に2打席立つという珍事が発生している。

#### 非公式試合
オープン戦では全ての試合で採用可能であり、規則も厳格に適用される。一方紅白戦や練習試合では柔軟な運用を行っている。指名打者を2名としたり、途中からの採用が可能とされる試合がある。
2020年6月9日に行われた横浜DeNAベイスターズ対読売ジャイアンツの練習試合では、DeNAは5回裏に先発投手・濵口遥大の代打として楠本泰史を起用したが、6回表の守備には就かず、9番DHとして打線に留まった。これは練習試合という前提のもと、両監督の申し合わせにより許可されたものである。巨人側も翌日の試合で同様の起用を行い、両球団は残り試合でも行っている。

### DH制の採用の有無が異なるチームでの試合
DH制を採用している団体に所属しているチームとそうでない団体に所属しているチームが試合をする際は、前者の主催試合のみDH制を採用することが多かったが、主催に関係なくDH制を採用するケースも増えている。

## DH制に対する賛否
DH制の賛否についてはOB選手などがそれぞれ見解を示している。
この制度に対する批判として最も大きな論は、それが「打って・守って・走って」という野球本来の姿をゆがめているというものである。

### DH制そのものの賛成派
- 大久保博元（投手が打席に立つことに対して現役時代途中で消極的肯定派から否定派に転向）

理由として「投手は打つ練習なんかやってる暇はなかったので、投手が打席に立たなくても良いDH制には選手を育てるという意味において本当に助かった」と楽天二軍監督時代の経験に基づき語っている。また「DH制があると代打などでどんどん野手が打席に立てる」「肩が痛くて守れない子も振るのが大丈夫なら打席に立たせることができる」と利点を挙げている。西武の選手時代は日本シリーズのDH制なしの試合においてバントでもできれば役に立つということで投手が打席に立つことに対して肯定的であったが、結局中継ぎには代打を出されるのを目の当たりにしたため投手が打席に立つこと、投手が打撃練習をすることを否定する立場に転じた。
- 板東英二

自著には「投手の打席なんて無駄」という理由でDH制に賛成する記述がある。
- ジャスティン・ボーア

指名打者として好成績を残すのは簡単ではない、現代（2022年シーズン時点）のマウンドに立つ投手と打席に立つ投手のレベルが違い過ぎて勝負にならない、特に真夏に登板する投手を打席に立たせると体調を崩しかねない、などの理由で賛成派の意見を示している。
- マット・マートン

DH制なしの場合と比べて1人余分に野手に出場機会を与えることができると賛成している。また、大谷翔平が投手と指名打者の二刀流として大成したことを引き合いに、本当に打てる投手は指名打者に打席に立つ機会を奪われるどころか自らが指名打者として打席に立つことができる、二刀流選手を無理に守備につかせずに打席に立たせることができると主張している。
- 達川光男

投手が死球を受けるリスクという観点でDH制自体に賛成している。野手でも不慮の死球を避けるのは難しく、ましてやたまにしか打席に立たない投手ではなおさらだとその理由を詳しく説明している。また、昨今（2020年1月時点）の若手投手は、DH制ありの大学野球や社会人野球に慣れているため、打席に立つことに戸惑う傾向にあると指摘しており、「セ・リーグが導入し、（DH制のない）東京六大学のリーグ戦や高校野球も導入して統一すればいい」と提言している。

### セ・リーグへの導入賛成派
- 清水直行

自身の大学入学後の1994年秋季から自身の出身大学の日本大学の所属する東都大学野球連盟がDH制を導入しており、大学時代に既にDH制なしDH制ありのルール両方を経験したことを踏まえつつ、セ・リーグには今後あっても良いと肯定している。その上で、野球選手の発達途上においては様々な役割・ポジションを経験すべきだと主張しており、高卒1年目の若手などがいきなりDH専門になるという話はまだ（2022年6月時点）考えられないのではないか私見を述べている。また、DH制なしにおいて投手が打つ気無しで打席に立つぐらいなら申告敬遠ならぬ「申告三振」で良いのではないか、投手が勝負の打席で振っている1打席は負担どうこうという問題ではなく悪くないことではないか、との考えを示している。
- 立浪和義

打つ気のない投手よりも打つ気のある指名打者の方が打席に立った方がファンとしては好ましいという理由でセ・リーグへの導入に賛成しつつも、投手に代打を出すというDH制なしにおける醍醐味が失われるのではないかとも憂慮している。
- 石毛宏典

自身の公式YouTubeチャンネルで、守備や走塁が苦手でも打撃が得意な選手なら指名打者として出場する見通しが立つ、鈍足の指名打者が出塁した際に代走の出場機会がもたらされるなど、選手の出場機会創出という点でセ・リーグへのDH制導入を肯定している。指名打者という強打者が打席に立つ上に、その強打者を押さえるために相手投手が努力するため、結果的にリーグの野手・投手両方のレベルが上がる、という主張もしている。パ・リーグに実力で水をあけられた（2020年シーズン終了時点）セ・リーグへのテコ入れという点でも賛成している。
- 上原浩治

自身のコラムで「ファンは投手の打席など見たいのか?」という観点からセ・リーグへの導入に賛成している。また、投手が打席に立つことで打線に切れ目ができるとセ・リーグの投手の成長の妨げになると指摘している。一方アマチュア球界、とりわけ小中学、高校では従来通り、球児の可能性を広げる観点からも、投手が打席に立つルールで行ってほしいとしている。

### DH制そのものの反対派
- 張本勲

自身のコラムで「野球の本質から言えば、ピッチャーが打席に立つのが正しい形だ」「高井保弘が代打男として活躍したのは当時DH制が存在しなかったからであって、DH制を導入すると選手が努力をしなくなる」とDH制に反対する立場を表明している。
- 江本孟紀

DH制の恩恵を受けての打撃成績を認めない傾向にあり、自著でも門田博光が1988年シーズンに獲得した本塁打王のタイトルの価値を「DHのおかげだから認めない」と否定した。
- 掛布雅之（セ・リーグのDH制導入問題についてはどちらでもよいと考えている）

掛布はセ・リーグのDH制導入問題について「導入するもしないもどちらでもよい」として、あくまで野球ファンの要望次第との考えを示した上で、DH制そのものについては否定派の立場を掲げている。DH制を導入すると投手に代打を出す機会が減るためベンチの野手を殆ど使えない、自分も二軍監督時代にDH制ありの中で指揮を取っていたが指揮官として駆け引きや仕事などやることがなくてつまらなかったと話しており、DH制のあるなしはセ・リーグの強弱とは関係ないと主張している。
- ウォーレン・クロマティ

「全然嫌い」と否定する立場を取っており、「ピッチャーが打席に立たないため代打を出すなどの戦術が無い」「自分は野手として守備に参加して試合のリズムを作った」と批判し、MLBの監督は皆DH制を歓迎していないと主張している。また「ベーブ・ルースの現役当時にDH制がもしあったなら、彼は打席に立つ機会が無かったため大打者として成功しなかった」とDH制のデメリットについて触れている。

### セ・リーグへの導入反対派
- 落合博満

「セ・リーグとパ・リーグの違いやアメリカ球界と日本球界の違いがあっても良い」「元々歴史的に見てアメリカ球界にもDH制は無かった」「観客としては1人の選手において打撃と守備の両方を見たいのではないか」「DHとして活躍するのは結局はアメリカにいくらでもいるような打撃に優れた外国人選手である」「セ・リーグは打つだけの選手を獲得しないのでDH制を導入しても制度が馴染まないかもしれない」などの理由でセ・リーグのDH制導入に反対している。
- 岩本勉

「セ・パ交流戦でしか打席に立ったことがない」と断りを入れた上でその理由として、DH制の有無はセ・パ両リーグの特徴でありDH制の有無はセ・パ両リーグのそれまでの伝統・歴史を変えるほどの差ではない、野球選手は少年野球からプロ野球に至るまでそれぞれ自分が野球をやる環境のシステムの中で選手としての心構えを持ちながら戦術を組んでいる、と挙げている。また、アメリカ球界の模倣も快く思っていない。
- 桑田真澄

「守備も打撃も走塁も総合的にできないと、セ・リーグで勝てる投手にはならない」との意見を示しており、事実上セ・リーグへのDH制導入に反対する立場に立っている。
- クレイグ・ブラゼル

セ・パ両リーグにおけるDH制の有無に関しては現状維持を訴えており、投打二刀流選手の出現とDH制の有無は関係ないと主張している。
- 岡田彰布

指名打者の分だけ選手の出場機会が増えるといっても結局は打撃に優れる外国人選手に頼ることになる、若いうちから指名打者を目指すのは如何なものかと思う、投手に代打を出すなどのベンチワークの緻密さをセ・リーグの試合の観客は楽しんでいる、といった理由で反対している。高木豊の証言によると、2023年1月に行われた12球団監督会議で岡田は「あかん、監督が楽なだけ」とDH導入に反対したといい、大学時代からのライバルである原辰徳がDH制導入に賛成していたことへの対抗意識もある。
- セ・リーグ公式見解

日本ではパ・リーグが導入を決定した際、セ・リーグは指名打者を採用しない理由を9ヶ条にまとめて発表した（上に挙げた理由も含まれる）。それは今でもセ・リーグの公式見解であり、公式サイトにも掲載されている。なお、2014年のセ・パ交流戦のみ特例としてセ・リーグ主催の公式戦で初となる指名打者制が採用されている（逆にパ・リーグ主催ゲームは従来のセ・リーグで行われている9人制を適用）。
- 下柳剛

投手の交代や投手の打順との絡みを考えた采配などセ・リーグはパ・リーグより繊細な野球をしているので、DH制導入によりそれが変わっていく恐れがあると主張。
- 川上憲伸

力だけでなく頭も使うセ・リーグの野球は飽きない野球なので、DH制導入によりこれを変えるのはいかがなものかと主張。

### その他
- 里崎智也

DH制なしの場合は投手が打席に入ることで代打や守備固めが出場機会を得るところ、DH制を導入するとそれらの選手の出場機会が無くなる点を指摘している。そのため、DH制なしのセ・リーグの方が若手に出場機会を与えられやすい、選手が実戦で育つ機会が与えられやすいとしており、DH制を導入すれば必ずしもチームの層が厚くなるというわけではないと主張している。一方で、1試合ごとの選手の入れ替えが殆どなくなることから、DH制ありの場合監督の采配手腕によって勝ち負けがあまり変わらない、監督目線では楽な制度であると分析している。セ・リーグのDH制導入についてはどちらでもよい、DH制の有無はリーグの強さと関係ないと主張しており、そもそも1993年から2002年までの10シーズンはDH制の無いセ・リーグが日本シリーズを制覇しているという点について触れている。また、2003年シーズンから2019年シーズンまでの17シーズンで3回しかセ・リーグが日本シリーズを制覇していないからといってパ・リーグの模倣をしようとしていることには「プライドないんか!?」と呆れている。
- 伊東勤

大前提として「セ・リーグの醍醐味は投手も打席に入ること」と述べた上で、パ・リーグは投手に代打を送らないため投手が続投する機会が多く、投手が育ちやすいと分析。そこで「日本シリーズは今年はセパどちらの球場でもDH制あり、来年はDH制なしとかにすれば」と隔年制を提案。
- 今浪隆博

2024年6月下旬に公開した動画において、リスナーからの「打撃と守備を完全分業制にしたら野球の競技レベルは上がるか?」という質問に対して「そんなに変化はない」「打つ人って守れるよ?」とそもそも打撃力と守備力は相関するという趣旨の回答をしている。DH制については明言を避けているが、あくまでも大谷翔平などの「超一流」レベルのケースに限ってはDH制の恩恵を受けやすい「打つだけの選手」という概念を暗に否定している。その一方で、全選手の分業をドラフト指名の段階で決めている場合は競技レベルが上がると断りを入れている。

## セ・リーグへの導入に関する議論
セ・パ交流戦が導入された2005年以降、セ・パ間の戦力差が如実に表れるようになった。とりわけ日本一の球団は2012年の巨人以降、2020年まで8年連続でパ・リーグの球団がなっていた。また交流戦においては、2019年までの15度のうちセ・リーグの勝ち越しが2009年のみであったため、これらについてDH制がないことが不利に働いていると分析するOBや解説者の声が多数ある。
巨人の原辰徳監督もソフトバンクに敗れた2019年の日本シリーズ後、DHの必要性に言及している。また2020年1月の12球団監督会議でセ・リーグのDH制導入について各球団の前で初めて提案した。
巨人の山口寿一オーナーは2021年シーズンの暫定的なDH（指名打者）制導入案についセ・リーグ理事会で提案するも、結局見送られることになった。巨人の他の5球団は「レギュラー選手が1人増えて年俸総額が高騰する」とそろって反対し、その後は新設された「価値向上委員会」で協議が続いていた。
2025年8月4日、セントラル・リーグ理事会にて2027年シーズンよりDH制を導入する事を決定した。なお、2026年シーズンはDH導入に向けた猶予期間とする予定。